# Meliphilopsis
Meliphilopsis är ett släkte av bin. Meliphilopsis ingår i familjen långtungebin.
Kladogram enligt Catalogue of Life:
| Meliphilopsis | \| \| Meliphilopsis melanandra \| \| \| \| \| \| Meliphilopsis ochrandra \| \| \| \| |
|               | \| \| Meliphilopsis melanandra \| \| \| \| \| \| Meliphilopsis ochrandra \| \| \| \| |
|               | Meliphilopsis melanandra                                                             |
|               |                                                                                      |
|               | Meliphilopsis ochrandra                                                              |
|               |                                                                                      |